# Strymon azuba
Strymon azuba is een vlinder uit de familie van de Lycaenidae. De wetenschappelijke naam van de soort werd als Thecla azuba in 1874 gepubliceerd door William Chapman Hewitson.

## Synoniemen
- Strymon montevagus Johnson, Eisele & MacPherson, 1990
- Strymon rojos Johnson & Kroenlein, 1993